# 靖康緗素雜記
《靖康缃素杂记》，原名《缃素杂记》，作者為北宋人黄朝英。
湘素係指浅黄色的细卷，可作为书衣，也作为书卷的代称。《缃素杂记》一书杂记经史、文化、经济、科技、草木、医药等诸事，分黄阁、蚩尾、藉田、汤饼、人日、祖腊、端午、石鼓、虑囚、贵学等九十事。是研究宋代考据学发展递变的重要资料。《四庫全數總目提要》称其“引据详明，皆有资考证，固非漫无概括抵，徒为臆断之谈”。《宋史》將吴處厚之《青箱雜記》和《缃素杂记》相混，皆視為黃朝英作品。今有《四库全书》本、《宝颜堂秘笈》本、《黑海金壶》本、《守山阁丛书》本。